# Velarifictorus obniger
Velarifictorus obniger är en insektsart som beskrevs av Otte, D. och Cade 1983. Velarifictorus obniger ingår i släktet Velarifictorus och familjen syrsor. Inga underarter finns listade i Catalogue of Life.